# Zoarchias major
Zoarchias major is een straalvinnige vissensoort uit de familie van de stekelruggen (Stichaeidae). De wetenschappelijke naam van de soort is voor het eerst geldig gepubliceerd in 1972 door Tomiyama.